# Liste von Persönlichkeiten der Stadt Gelsenkirchen

## Bürgermeister und Oberbürgermeister
Folgende Persönlichkeiten waren Bürgermeister und Oberbürgermeister der Stadt Gelsenkirchen:
- 1877–1900: Friedrich Wilhelm Vattmann
- 1900–1919: Theodor Machens
- 1919–1928: Carl von Wedelstaedt (zuvor Amtmann von Ückendorf)
- 1928–1933: Emil Zimmermann (zuvor Oberbürgermeister von Buer)
- 1933–1945: Carl Engelbert Böhmer (NSDAP)
- 1945–1946: Emil Zimmermann, zweite Amtszeit
- 1946–1963: Robert Geritzmann (SPD)
- 1963–1969: Hubert Scharley (SPD)
- 1969–1975: Josef Löbbert (SPD)
- 1975–1989: Werner Kuhlmann (SPD)
- 1989–1996: Kurt Bartlewski (SPD)
- 1996–1999: Dieter Rauer (SPD)
- 1999–2004: Oliver Wittke (CDU)
- 2004–2020: Frank Baranowski (SPD)
- 2020−0000: Karin Welge (SPD)

## Oberstadtdirektoren
Folgende Persönlichkeiten waren Oberstadtdirektoren in Gelsenkirchen:
- 1946–1950: Emil Zimmermann
- 1950–1968: Hans Hülsmann
- 1968–1975: Hans-Georg König
- 1975–1983: Heinrich Meya
- 1983–1989: Jürgen Linde
- 1989–1996: Klaus Bussfeld

## Ehrenbürger
Die Stadt Gelsenkirchen hat folgenden Personen die Ehrenbürgerwürde verliehen (Auflistung chronologisch nach Verleihungsdatum):
- 17. März 1880: William Thomas Mulvany
- 22. Februar 1883: August Overweg
- 20. September 1900: Friedrich Wilhelm Vattmann
- 11. Februar 1926: Hermann Franken
- 20. September 1928: Carl von Wedelstaedt
- 30. November 1950: Propst Wilhelm Wenker
- 29. Dezember 1956: Josef Weiser
- 17. April 1963: Robert Geritzmann
- 27. September 1985: Ernst Kuzorra
- 29. September 1994: Kurt Neuwald
- 16. September 2004: Gerhard Rehberg

Obwohl die Ehrenbürgerwürde eine Verleihung auf Lebenszeit darstellt und rein formal mit dem Tod der Ausgezeichneten erlischt, wurde sie in einigen Fällen symbolisch widerrufen: Die in der Zeit des Nationalsozialismus verliehenen Ehrenbürgerwürden an Paul von Hindenburg (1933), Adolf Hitler (1933), Alfred Meyer (1933) und Viktor Lutze (1936) wurden nach der Befreiung vom Nationalsozialismus Ende 1945 durch Stadtverordnetenbeschluss aberkannt. Einzig beim 1936 so geehrten Gauleiter Friedrich Karl Florian, der den Krieg überlebte und erst 1975 starb, bedeutete dieser Stadtverordnetenbeschluss einen realen Entzug der noch bestehenden Ehrenbürgerwürde. Auch die am 3. April 1917 an Emil Kirdorf verliehene Ehrenbürgerwürde wurde erst mehr als ein halbes Jahrhundert nach seinem Tod durch Ratsbeschluss vom 8. September 1989 symbolisch aberkannt.

## Töchter und Söhne der Stadt
Folgende Persönlichkeiten sind in Gelsenkirchen geboren:
- 1670, Anna Spiekermann, aus Sutum, letzte im Vest Recklinghausen wegen angeblicher Hexerei verurteilte Frau, wurde nach 16 Monaten Haft und Folter am 31. Juli 1706 durch das Schwert hingerichtet, dann verbrannt.

### 19. Jahrhundert
- 1827, 9. Oktober in Horst/Emscher, Georg Ernst Hinzpeter, † 28. Dezember 1907 in Bielefeld, Pädagoge
- 1844, 19. März, Franziskus Strunk, † 8. April 1922 in Heimbach, Abt von Oelenberg
- 1856, Louis Deibel, † 1933 in Bad Sachsa, Holz-Industrieller[1]
- 1859, Rudolf Rempel, † 1893, Chemiker, Erfinder des Einweckglases
- 1865, 9. Januar im Ortsteil Ückendorf, Rudolf Schulte im Hofe, † 18. Februar 1928 in Berlin, Maler, Professor an der Berliner Kunstakademie
- 1866, 1. September in Buer i. W., Jordan Mai (bürgerlich: Heinrich Theodor Mai), † 20. Februar 1922 in Dortmund, Franziskaner
- 1867, 18. Oktober, August Duesberg, 12. November 1922 in Wien, Violinist und Musikpädagoge
- 1872, 17. Oktober, Johann Carl Pinnekamp, † 23. Mai 1955 in Essen-Rellinghausen, Architekt
- 1879, 19. März, Joseph Krämer, † 25. Juli 1946 in Gelsenkirchen, Leichtathlet und Turner, Olympiateilnehmer 1908 in London
- 1879, 24. April, Ernst Adam, † 28. Januar 1919 in Gelsenkirchen, Journalist und Schriftsteller
- 1879, 28. November, Alfons Goldschmidt, † 20. oder 21. Januar 1940 in Cuernavaca, Mexiko, Journalist, Wirtschaftswissenschaftler und Hochschullehrer
- 1880, 11. Februar, Hans Klose, † 28. Februar 1963, Naturschützer
- 1880, 11. April, Franz Bielefeld, † 8. August 1949 in Münster (Westfalen), Politiker (Zentrum), Reichstagsabgeordneter
- 1880, 11. Oktober in Buer, Ludwig Bredenbrock, † 18. Juli 1952 in Buer; Heimatschriftsteller (Das Burgfräulein von Lüttekenhove), Journalist (Glossenschreiber als „Ignaz von der Fillkuhle“), Schriftleiter bei der Buerschen Zeitung
- 1881, 9. September, Walter Borbet; † 4. Januar 1942, Industrieller, Wehrwirtschaftsführer
- 1883, 31. Januar im Ortsteil Hüllen, Heinrich Quiring, † 19. Juni 1964 in Berlin, Geologe und Paläontologe
- 1884, 4. Juni, Friedrich Benthaus, † 22. Dezember 1978 in Hagen, Manager des Steinkohlenbergbaus
- 1884, 21. Oktober, Claire Waldoff, † 22. Januar 1957 in Bad Reichenhall, Kabarettistin, Schauspielerin, Sängerin (Hermann heeßt er)
- 1885, 8. Januar, Arthur Imhausen, † 19. Juli 1951 in Witten, Chemiker, Firmenleiter der Märkischen Seifenindustrie
- 1885, 25. Juli, Friedrich Rahkob, † 23. August 1944 in Stuttgart, Widerstandskämpfer, Mitglied der Gruppe um Franz Zielasko
- 1886, 14. Januar, Hermann Peters, † 1970 in Eschenlohe, Maler und Grafiker
- 1886, 3. Februar, Hermann Nottarp, † 14. Januar 1974 in Hamburg, Rechtswissenschaftler
- 1887, 19. Dezember, August Abel, † 18. August 1962, Mitglied des Reichstages
- 1888, 24. Januar, Karl Neuhaus, † 28. Dezember 1961 in Arenberg bei Koblenz, Architekt, Politiker und Oberbürgermeister der Stadt Wanne-Eickel
- 1890, 20. März, Ernst Moritz Hess, † 14. September 1983 in Frankfurt am Main, Offizier, Richter und Bundesbahnbeamter
- 1893, 20. Juni im Ortsteil Rotthausen, Wilhelm Zaisser, † 3. März 1958, Funktionär in der KPD und der KPdSU, Spanienkämpfer und Minister für Staatssicherheit der DDR
- 1893, 22. September, Wilhelm Brepohl, † 17. August 1975 in Dortmund, Volkskundler und Soziologe, Leiter der Forschungsstelle für das Volkstum im Ruhrgebiet
- 1893, 15. November, Otto Tietmann, † 9. September 1983 in Wesseling, Landwirt und Ministerialbeamter
- 1896, Margarete Schall, † 1939 in Düsseldorf, Malerin, 1927/8 Studentin am Bauhaus in Dessau
- 1896, 8. Oktober, Dorothee Günther, † 18. September 1975 in Köln, einflussreiche Gymnastik- und Tanzpädagogin, Publizistin, Gründerin der Günther-Schule München
- 1896, 11. Oktober, Elisabeth Nettebeck, † 11. Oktober 1969, Politikerin (CDU), MdL
- 1898, 7. Februar, Hans Krahe, † 25. Juni 1965, Philologe und Sprachwissenschaftler
- 1898, 22. Februar, Fritz Haltern, † nach 1939, Zahnarzt, politischer Funktionär (NSDAP) und SA-Gruppenführer
- 1898, 1. Juni, Hans Klaus, † 25. Juli 1954 in Gelsenkirchen, Maler und Zeichner
- 1898, 18. Juni, Karl Schwesig, † 19. Juni 1955, Maler (Junges Rheinland, Rheinische Sezession), Kommunist, NS-Opfer

### 20. Jahrhundert

#### 1901–1910
- 1901, 29. Januar, Hermann Moog, † 24. März 1974 in Haltern am See, Künstler
- 1901, 4. März, Hans Quecke, † 29. April 1945 in München, Jurist und Beamter, Regimekritiker und Opfer des Nationalsozialismus
- 1901, 23. April, Walter Daust, † 10. Februar 1963 in Hamburg, Chirurg und Gynäkologe in Shanghai
- 1901, 11. Oktober, Carl Esser, † 8. Januar 1972 in Ostbevern, Tierarzt, Verbandsfunktionär und Politiker, Landrat des Kreises Warendorf
- 1902, 20. Mai, Aurel von Jüchen, † 11. Januar 1991 in Berlin, evangelisch-lutherischer Theologe, religiöser Sozialist und Schriftsteller
- 1903, 8. Februar, Hanns Schaefer, † 19. Januar 1964 in Gelsenkirchen, Maler und Dichter
- 1903, 12. März, Erich Schröder, † 7. Juni 1989 in Felde, Polizeibeamter
- 1903, 8. Juni, Wilhelm Maul, † März 1985 in Darmstadt, politischer Funktionär (NSDAP) und SA-Führer
- 1903, 3. Oktober, Paul Putzig, † 12. Juli 1975 in Hamm, Politiker (SPD), MdB
- 1904, 30. Januar, Fritz Duda, † 13. Juli 1991 in Berlin, Maler und Grafiker
- 1904, 31. Januar, Gustav Ortmann, † 4. Juli 1979 in Kippenheim, SS-Obersturmbannführer und Lagerarzt im KZ Sachsenhausen
- 1904, 6. April, in Horst, Willy Harzheim, † (erschossen) 27. Dezember 1937 in Westsibirien, Kommunist, Arbeiterschriftsteller, Emigrant, Opfer der Stalinschen Säuberungen
- 1905, 8. März, Emil Rothardt, † 16. Februar 1969, Fußballspieler
- 1905, 21. März, Wilhelm Weber, † 8. Mai 1945 auf Bougainville, Ordensmann, Missionar und Märtyrer
- 1905, 15. Juni, Julius Pätsch, † 29. Oktober 1982 in Jena, Journalist, Funktionär der SAJ, SPD, KPD und SED
- 1905, 25. August, Wilhelm Ernst, † 23. Juli 1952 in Gelsenkirchen, Schachspieler
- 1905, 27. August, Hugo Paul Schreiber-Uhlenbusch, † 22. September 1978 in Herrsching am Ammersee, Schriftsteller
- 1905, 16. Oktober, Ernst Kuzorra, † 1. Januar 1990 in Gelsenkirchen, Fußballspieler
- 1906, 14. März, Ferdinand Zajons, † 10. April 1987, Fußballspieler
- 1906, 18. Juni, Anton Stankowski, † 11. Dezember 1998 in Esslingen am Neckar, Grafiker, Fotograf und Maler
- 1906, 16. Juli, Irma Lippert, † unbekannt, Fotografin und Malerin
- 1906, 13. September, Heinz Bartsch, † 11. Oktober 1944 Sachsenhausen bei Oranienburg, Widerstandskämpfer gegen das NS-Regime
- 1906, 23. November, Kurt Neuwald, † 6. Februar 2001 in Gelsenkirchen, Gründungsmitglied des Zentralrats der Juden in Deutschland
- 1907, Hermann Blomeier, † 1982 in Konstanz, Architekt, Meisterschüler von Ludwig Mies van der Rohe am Bauhaus Dessau
- 1907, Will Schwarz, † 21. Januar 1992 in Dortmund, Architekt, Stadtplaner und Künstler
- 1907, 26. März, Walter Weber, † 18. Juli 1944 in Kościan (Polen), Erfinder der Hochfrequenz-Vormagnetisierung in der Magnettonbandtechnik
- 1907, 2. September, Fritz Szepan, † 14. Dezember 1974 in Gelsenkirchen, Fußballspieler
- 1907, 24. Dezember, Walter Ferber, † 13. April 1996 in Lungern, Publizist
- 1908, 22. Januar, Hubert Berke, † 24. November 1979 in Köln-Rodenkirchen, Maler und Grafiker
- 1909, 27. Januar, Margarete Franke, † 24. Juni 2011 in Gelsenkirchen, Innenarchitektin und Künstlerin
- 1909, 30. März, Hugo-Heinz Schmick, † 19. Oktober 1982, Chirurg und Nationalsozialist
- 1909, 4. April, Hans Busch, † 16. Februar 1996 in Stockholm, Violinist und Kapellmeister
- 1909, 7. Juni, Heinrich Maria Denneborg, † 1. November 1987 in Neggio bei Lugano, Puppenspieler und Kinderbuchautor (u. a. Jan und das Wildpferd und Das Eselchen Grisella)
- 1909, 11. Juni, Fritz-Aurel Goergen, † 4. November 1986 in Cologny (Schweiz), Industrie-Manager
- 1909, 3. Oktober, Ernst Kalwitzki, † 3. Februar 1991 in Bremen, Fußballspieler
- 1910, 8. Juli, Luise Hoffmann, † 27. November 1935 in Horn bei Wien, Pilotin
- 1910, 13. September, Johannes Hemig, † 18. Februar 1944 in Kavieng, Missionar
- 1910, 11. November, Thea Saefkow, † 17. März 1990 in Berlin, Widerstandskämpferin
- 1910, 8. Dezember, Heinz Hohoff, † 30. Januar 1943 in Stalingrad, Funktionär der Hitlerjugend und Politiker (NSDAP)

#### 1911–1920
- 1911, 1. Februar, Michael Murach im Ortsteil Schalke, † 16. August 1941, Amateurboxer
- 1911, 28. Februar, Friedrich Karl Dörner, † 10. März 1992, klassischer Archäologe und Epigraphiker
- 1911, 30. April, Wilhelm Meyer-Buer, † 13. Juli 1997 in Bremen, Politiker (KPD)
- 1911, 21. Mai, Anton Wellbrock, † ?, SS-Offizier und Kommandant der SS-Führerschule „Haus Germanien“ in Hildesheim
- 1911, 29. Juli, Eduard Claudius, † 13. Dezember 1976, Schriftsteller
- 1911, 11. November, Friedrich Wilhelm Möller, † 8. Oktober 1993 in Segur de Calafell, Musiker und Komponist
- 1913, 26. Februar, Aloys Sonntag, † 6. Juni 1979 in der Schweiz, Architekt
- 1913, 18. März, Werner Mölders, † 22. November 1941, Jagdflieger im Zweiten Weltkrieg
- 1913, 24. April, Martha Schlinkert, † 30. Juni 1979, Kinderbuchautorin
- 1913, 9. Juli, Wilhelm Wolfgang Bröll, † 28. Februar 1989 in Gummersbach, Schriftsteller
- 1914, 9. Januar, Adolf Urban, † 23. Mai 1943 bei Staraja Russa, Fußballspieler
- 1914, 12. März, Walter Hoffmann, † 22. Juli 1996 in Münster, Politiker, Direktor des Landschaftsverbandes Westfalen-Lippe
- 1914, 1. Mai, Rudolf Gellesch, † 20. August 1990 in Kassel, Fußballspieler
- 1914, 10. Juni, Hans Klodt, † 7. November 1996 in Gelsenkirchen, Fußballspieler
- 1917, 9. Januar, Gerhard Teriet, † 4. November 1995 in Arnsberg, Politiker (CDU), Bürgermeister von Arnsberg (1975–1984)
- 1917, 24. März, Helmut Pielasch, † 28. April 1986 in Berlin, Präsident des Blinden- u. Sehschwachen-Verbands
- 1917, 18. Juli, Helene Badziong; † 26. Juli 1998 in Gelsenkirchen Widerstandskämpferin und Mitbegründerin der Gewerkschaft IG Bergbau
- 1918, Johannes Sobotta, † 2007, Ministerialrat a. D., Professor in São Leopoldo, Buchautor
- 1919, 1. Oktober, Helene Menne-Lindenberg, † 4. August 1988 in Gelsenkirchen, Malerin
- 1919, 6. Oktober, Lydia Immenroth, Lehrstuhlinhaberin und Professorin für Textilgestaltung an der PH Ruhr[2]
- 1919, 14. Dezember, Heinz Hinz, † 22. März 1988, Fußballspieler
- 1919, 27. Dezember, Maria Weber, † 25. Juni 2002 in Essen, Gewerkschafterin, stellvertretende Vorsitzende des DGB

#### 1921–1930
- 1921, 22. Januar, Hans Gertzen, † 7. September 1998 in Gelsenkirchen, Politiker (SPD), MdB
- 1921, 23. Februar, Ernest Simon Wolf, † 22. August 2018, deutsch-US-amerikanischer Arzt, Psychoanalytiker und Autor
- 1921, 27. Februar, Werner Kuhlmann, † 22. Mai 1992 in Gelsenkirchen, Kriminalbeamter, Oberbürgermeister der Stadt Gelsenkirchen
- 1921, 15. Mai, Willi Dargaschewski, † 22. Mai 2005 in Gelsenkirchen, Fußballspieler
- 1921, 8. Dezember, Bernhard Füller, † 28. Juni 1943 bei Choten, Fußballspieler
- 1921, Winfried Dornschneider, † 9. Juni 1997 in Möhnesee, römisch-katholischer Priester und Autor, zuletzt Propst in Soest
- 1922, 27. Januar, Alfred Krause, † 23. Mai 2019 in Berlin, Bundesvorsitzender des DBB von 1959 bis 1987, Träger des Großen Bundesverdienstkreuzes mit Stern
- 1922, 13. März, Ellen Schmidt, † 12. März 1997 in Hamburg, Ingenieurin und Szenenbildnerin
- 1922, 19. Mai, Herbert Burdenski, † 15. September 2001 in Gelsenkirchen, Fußballspieler und Trainer
- 1922, 17. Juli, Günter Volmer, † 30. Juli 2010, Politiker (CDU), MdB
- 1922, 16. August, Gottfried Falk, † 20. Oktober 1991 in Karlsruhe, theoretischer Physiker und Physikdidaktiker
- 1922, 26. August, Richard Limpert, † 16. März 1991 in Essen, Schriftsteller
- 1923, 7. Februar, Werner Spanehl, † 1992, Gewerkschafter, Journalist und Beamter
- 1924, 3. Januar, Hermann Hoffmann, † 16. Februar 2012 in Dortmund, Internist und Hochschullehrer
- 1925, 15. Januar, Heinz Urban, † 15. Juni 1977, Politiker (SPD), MdL
- 1925, 21. April, Ernst Wilhelm Müller, † 29. November 2013 in Oldenburg, Ethnologe und Hochschullehrer
- 1926, Günter Tollmann, † 22. August 1990 in Hannover, Maler, Bildhauer und Objektkünstler
- 1926, 7. März, Josef Ernst, † 11. Februar 2012 in Paderborn, katholischer Theologe
- 1926, 28. März, Ottmar Kling, † 31. Oktober 2005 in Aalen, Physikochemiker, Pionier auf dem Gebiet des Ideenmanagements
- 1926, 6. April, Hans Strunden, † 29. Juli 2008 in Essen, Ornithologe und Sachbuchautor
- 1926, 8. Juni, Helmut Silberberg, † 26. Juni 2015 in Sag Harbor, New York, bester Freund der Schriftstellerin Anne Frank
- 1926, 16. Juli, Heinrich Kwiatkowski, † 23. Mai 2008 in Dortmund, Fußballspieler
- 1926, 21. August, Ben-Zion Orgad, † 28. April 2006 in Tel Aviv, israelischer Komponist
- 1926, 26. September, Günter Kronberg, † 18. September 1977 in Frankfurt am Main, Jazzsaxophonist
- 1926, 26. Oktober, Bernhard Klodt, † 23. Mai 1996 in Garmisch-Partenkirchen, Fußballspieler
- 1927, 4. Januar, Heinz Eichholz, † 6. April 2002, deutscher Ruderer
- 1927, 29. Oktober, Heinz Renneberg, † 25. Oktober 1999 in Gelsenkirchen, Ruderer, Olympiasieger 1960 in Rom im Zweier mit Steuermann
- 1928, 19. Februar, Klaus Pierick, † 6. Januar 2023, Verkehrswissenschaftler, Rektor der TU Braunschweig (1974–1976)
- 1928, 3. März, Egbert Reinhard, † 8. April 2004, Politiker (SPD), MdL
- 1928, 3. Juni, Ilse Kibgis, † 17. Dezember 2015, Schriftstellerin
- 1928, 3. Juli, Ursula Heindrichs, † 3. Januar 2024, Germanistin, Pädagogin und Märchenforscherin
- 1928, 27. November, Hermann Franz, † 8. Oktober 2016, Aufsichtsratsvorsitzender der Siemens AG
- 1929, 8. April, Rolf Füllgräbe, † 23. November 2008 in Arnsberg, Politiker (CDU), Landrat des ehem. Kreises Arnsberg (1973–1974) und später des Hochsauerlandkreises (1975–1991)
- 1929, 21. Juli, Klaus Wolfgang Niemöller, † 12. oder 13. April 2024 in Köln, Musikwissenschaftler
- 1930, 13. Februar, Kurt Rossa, † 1. April 1998 bei Winnerath, Autor, Oberstadtdirektor von Köln
- 1930, 22. Oktober, Harry Hornig, † 24. Dezember 2022, Dokumentarfilmer
- 1930, 11. November, Günter Schneider, † 6. Januar 2005 in Neuss, Manager, Vorstandsvorsitzender der Deutschen Postbank AG
- 1930, 21. Dezember, Siegfried Grote, † April 2018, Regisseur und Theaterintendant

#### 1931–1940
- 1931, 17. April, Claus Heinrich Meyer, † 20. Dezember 2008 in München, Journalist und Redakteur der SZ
- 1931, 31. Oktober, Günter Karnhof, † 20. Juni 2015, Fußballspieler
- 1931, 25. Dezember, Bruno Unkhoff, † 11. Dezember 2002 in Holzminden, Bildhauer
- 1932, 3. Januar, Berthold Kupisch, † 30. Dezember 2015, Rechtswissenschaftler
- 1932, 18. Juli, Burkhart Cardauns, † 7. Dezember 2022, Altphilologe und Hochschullehrer
- 1933, 16. Februar, Friedrich Kronenberg, † 1. Februar 2025, Volkswirt, Verbandsfunktionär und Politiker (CDU)
- 1933, 20. Februar, Albert Bleckmann, † 17. März 2004 in Münster, Rechtswissenschaftler
- 1933, 12. April, Roland Oppermann, † 7. Januar 2025, Generalmajor des Heeres der Bundeswehr
- 1933, 13. November, Hermann Ilaender, † 21. Juli 2021, Politiker (CDU), Bürgermeister der Verbandsgemeinde Bad Hönningen
- 1933, 25. Dezember, Bernhard Ader, Organist, Kirchenmusiker und Hochschullehrer
- 1934, 10. Juni, Karlheinz Guder, † 28. Oktober 1969 in Placentia, Boxer und Krimineller
- 1934, 27. Dezember, Heinz Stein, Holzschneider, Bildhauer und Schriftsteller
- 1934, 28. Dezember, Otto Laszig, † 10. Oktober 2014, Fußballspieler
- 1935, 6. Januar, Wolfgang Jaeger, † 2. November 2020 in Gelsenkirchen, Politiker (CDU), MdL
- 1935, 12. August, Reinhard Granderath, † 6. Oktober 2012, Richter am Bundesgerichtshof
- 1936, 7. März, Manfred Kreuz, Fußballspieler
- 1936, 11. März, Harald zur Hausen, † 28. Mai 2023 in Heidelberg, bedeutender Virologe, Nobelpreisträger (2008), 1983–2003 Vorstand und wissenschaftlicher Direktor des Deutschen Krebsforschungszentrums Heidelberg
- 1936, 21. Juli, Ursula Schröder-Feinen, † 9. Februar 2005 in Hennef, Opernsängerin (Sopran)
- 1937, 17. Februar, Willi Koslowski, † 11. Juli 2024, Fußballspieler
- 1937, 1. August, Ellen Werthmann, Politikerin (SPD), MdL
- 1937, 9. August, Hans Nowak, † 19. Juli 2012, Fußballspieler
- 1937, 28. September, Heinz Hornig, Fußballspieler
- 1937, 16. November, Gerhard Taddey, † 13. November 2013 in Ludwigsburg, Archivar und Historiker
- 1938, 27. April, Helmut Laszig, † 18. Mai 2024, Fußballspieler
- 1938, 28. April, Hans Jürgen Brandt, katholischer Theologe
- 1938, 21. August, Agnes Hüfner, † 20. Dezember 2013, Literaturkritikerin
- 1938, 3. November, Horst Poganaz, Fußballspieler
- 1938, 21. Dezember, Christine Boßmeyer, Bibliothekarin und Kunsthistorikerin
- 1939, 6. Januar, Waldemar Gerhardt, Fußballspieler
- 1939, 7. März, Dieter Maaß, † 7. Februar 2018 in Herne, Politiker (SPD) und Bundestagsabgeordneter
- 1939, 25. August, Gunther Kühne, Rechtswissenschaftler und Hochschullehrer
- 1940, 15. Februar, Wolfgang Göbel, † 29. März 2016 in Trier, Theologe, emit. Professor für Moraltheologie an der Theologischen Fakultät der Universität Trier
- 1940, 29. Februar, Rainer Schönwälder, † 5. Februar 2025, Fußballspieler
- 1940, 19. August, Reiner Preul, evangelischer Theologe
- 1940, 21. September, Theodor Siegel, Wirtschaftswissenschaftler und Hochschullehrer
- 1940, Ina Schabert, Anglistin und Hochschullehrerin

#### 1941–1950
- 1941, 13. September, Karl-Heinz Bente, † 24. Januar 1984, Fußballspieler und Trainer
- 1941, 21. September, Hans-Jürgen Becher, Fußballspieler
- 1941, 23. Oktober, Heinz Pliska, Fußballspieler
- 1942, 17. Februar, Heinrich Breloer, Filmregisseur
- 1942, 20. April, Ralf Schermuly, † 2. Juni 2017 in Berlin, Filmschauspieler (Edgar Wallace, Derrick u. a.)
- 1942, 2. Juni, Johannes Brus, Künstler, Professor an der Hochschule für Bildende Künste Braunschweig
- 1942, 15. Juli, Karl Damschen, Architekt
- 1942, 27. Dezember, Claus Schiprowski, Stabhochspringer
- 1943, Axel Kuhn, Buchautor, Professor für neuere Geschichte an der Universität Stuttgart
- 1944, 14. Juli, Wolfgang Künne, em. Professor für Philosophie an der Universität Hamburg
- 1944, 25. Oktober, Ulrich Rützel, Musikproduzent
- 1946, 24. März, Wilhelm Kühlmann, Germanist
- 1946, 30. Mai, Peter Krämer, † 7. Februar 2022 in Gelsenkirchen, Unternehmer
- 1946, 7. September, Ulrich Storost, Richter am Bundesverwaltungsgericht
- 1946, 25. November, Klaus Zerta, Ruderer (Steuermann), 1960 in Rom Olympiasieger im Zweier mit Steuermann
- 1947, 11. Mai, Elisabeth Käsemann, † 24. Mai 1977, Studentin und Entwicklungshelferin, wurde in der Zeit des argentinischen Militärregimes umgebracht
- 1947, 16. Juli, Hans-Werner Goetz, Historiker
- 1948, 4. Januar, Reinhard Skricek, Boxer
- 1948, 6. Februar, Renate Roland, Schauspielerin
- 1948, 28. April, Hans-Otto Günther, Wirtschaftswissenschaftler und Hochschullehrer
- 1948, 8. Mai, Norbert Nigbur, Fußballtorwart
- 1948, 29. Mai, Peter Paziorek, Politiker (CDU), Regierungspräsident des Regierungsbezirks Münster
- 1948, 16. Juni, Wilhelm Zimmermann, Weihbischof in Essen
- 1948, 22. Juli, Arno Roßlau, Sanitätsoffizier der Bundeswehr im Generalsrang
- 1948, 26. Oktober, Jürgen Kramer, † 22. November 2011 in Gelsenkirchen, Künstler, Meisterschüler von Joseph Beuys
- 1948, 20. Dezember, Hans Sobotka, † 22. August 2016 in Celle, Koch
- 1949, 24. Februar, Ulrik Remy, Sänger und Liedermacher (Die Kneipe)
- 1949, 29. April, Angelika Menne-Haritz, Archivarin
- 1949, 8. Mai, Fritz Vahrenholt, Politiker (SPD), Hamburger Umweltsenator
- 1949, 23. Mai, Jürgen Völkert-Marten, Schriftsteller
- 1949, 23. September, Ralph Herrmann, Künstler, Schüler von Joseph Beuys
- 1949, 4. Oktober, Lothar Machtan, Historiker
- 1949, 24. Dezember, Hans Frey, Politiker (SPD), MdL
- 1950, 5. März, Norbert Huda, Wasserspringer
- 1950, 19. März, Heinrich Wächter, Koch, Mitglied bei den Euro-Toques, Träger des Bundesverdienstkreuzes am Bande
- 1950, 16. Oktober, Karl Lauschke, Historiker und Hochschullehrer

#### 1951–1960
- 1951, Reinhard Klenke, Politiker (CDU), Regierungspräsident des Regierungsbezirks Münster
- 1951, 26. März, Detlef Bayer, † 27. Februar 2007, Bundesrichter
- 1951, 24. September, Klaus Beverungen, Fußballspieler
- 1952, Reinhard Schneider, Autor und Regisseur von Dokumentarfilmen und Hörfunkfeatures
- 1952, 17. Februar, Ludger Volmer, Politiker (Bündnis 90/Die Grünen), MdB, Staatsminister im Auswärtigen Amt (1998–2002)
- 1952, 29. Februar, Herbert Knorr, Kulturmanager und Autor
- 1952, 30. März, Wolfgang Ommerborn, Sinologe und Romanautor
- 1952, 5. Juli, Adolphe Lechtenberg, Maler und Zeichner
- 1952, 7. Juli, Ulli Potofski, † 3. August 2025 in Krefeld, Sportmoderator
- 1952, 15. November, Dagmar Drüll-Zimmermann, Historikerin
- 1953, Heiner Mühlenbrock, Fotograf, Filmemacher und Drehbuchautor
- 1953, Marit Rullmann, Schriftstellerin
- 1953, 25. Januar, Alfred Draxler, Journalist
- 1953, 26. März, Klaus Wisotzky, Historiker und Archivar
- 1953, 20. April, Bodo Menze, Fußballfunktionär
- 1953, 10. Oktober, Rainer Dissel, Maler, Zeichner und Objektkünstler
- 1953, 17. November, Hans-Werner Fritz, General der Bundeswehr
- 1953, 23. November, Elisabeth Müller-Witt, Volkswirtin und Abgeordnete im Landtag von Nordrhein-Westfalen
- 1954, Dieter Haselbach, Soziologe
- 1954, Rainer Schmidt, Landschaftsarchitekt, Stadtplaner und Hochschullehrer
- 1954, 12. Januar, Klaus-Peter Wolf, freier Schriftsteller und Drehbuchautor
- 1954, 25. Februar, Maegie Koreen, Chansonsängerin und Autorin
- 1954, 22. März, Heike Gebhard, Politikerin (SPD), MdL
- 1954, 28. Juli, Gerd Faltings, Mathematiker und Träger der Fields-Medaille
- 1954, 21. September, Uwe Puschner, Historiker
- 1955, 4. März, Bernhard Lichte, Journalist, Auslandskorrespondent
- 1955, 29. April, Georg Funke,  † Juni 2018, Bankier und Manager
- 1955, 12. Oktober, Volker Krämer, † 3. September 2011 in Gelsenkirchen, Schriftsteller
- 1955, 4. November, Norbert Mörs, Politiker (CDU), Landrat des Rheinisch-Bergischen Kreises (1999–2004)
- 1956, Thomas Kesseler, Architekt, Bildhauer, Maler, Künstler
- 1956, 17. Februar, Norbert Eilenfeldt, Fußballspieler
- 1956, 18. Februar, Rüdiger Abramczik, Fußballspieler und Trainer
- 1956, 3. Mai, Eva Goris, Journalistin
- 1956, 11. Mai, Wolfgang E. Heinrichs, Theologe, Historiker und Hochschullehrer
- 1956, 11. Mai, Jella Teuchner, Politikerin (SPD), MdB
- 1956, 19. Mai, Hellmut Krug, Fußballschiedsrichter
- 1956, 9. November, Petra Konermann, Turnerin
- 1956, 14. November, Hans-Jürgen Gede, Fußballspieler und Trainer
- 1956, 15. Dezember, Peter Sydow, deutscher Fernsehjournalist und Korrespondent des ZDF
- 1956, 26. Dezember, Stefan Dartmann SJ, Jesuiten-Pater, von 2004 bis 2010 Provinzial der vereinigten deutschen Provinzen des Jesuitenordens
- 1957, 1. Januar, Christoph Rüter, Dokumentarfilmer und Autor
- 1957, 10. Januar, Gerd Walz, Mediziner und Hochschullehrer
- 1957, 13. Januar, Norbert Elgert, Fußballspieler und Trainer
- 1957, 16. Februar, Rainer Podeswa, Politiker (AfD), MdL
- 1957, 6. April, Elke U. Weber, deutsch-kanadische Psychologin und Hochschullehrerin
- 1957, 30. Mai, Ellen Norten, Journalistin, Autorin und Herausgeberin
- 1957, 10. September, Ulrich Bittcher, Fußballspieler
- 1957, 12. September, Dorothee Dzwonnek, Generalsekretärin der Deutschen Forschungsgemeinschaft (DFG)
- 1957, 15. November, Friedrich Lenger, Historiker und Hochschullehrer
- 1958, Klaus Farin, Schriftsteller
- 1958, Maik Löbbert, Künstler, Designer, Direktor der Kunstakademie Münster
- 1958, Frank Schneider, Reisejournalist, Fotograf und Autor
- 1958, Eberhard Szejstecki, Bildhauer, Meisterschüler des Waldemar Otto
- 1958, 25. Juli, Robert F. Heller, Politiker (CDU), Staatsrat der Hamburger Finanzbehörde
- 1958, 31. August, Norbert Dörmann, Fußballspieler
- 1958, 18. November, Ralf Reski, Professor für Pflanzenbiotechnologie an der Albert-Ludwigs-Universität Freiburg
- 1959, 10. Januar, Jörg Dahlmann, Moderator
- 1959, 6. Mai, Peter Liedtke, Fotokünstler, Kurator, Galerist, Autor, Blogger und Leiter des Pixelprojekts Ruhrgebiet
- 1959, 15. Mai, Traugott Jähnichen, evangelischer Theologe
- 1959, 29. Mai, Susanne Neumann, † 13. Januar 2019, Autorin, Gewerkschafterin und Hausreinigungsfachkraft
- 1959, 21. Juli, Uwe Höfer, Fußballspieler
- 1960, Dirk Elwert, Dramaturg, Produzent und Moderator
- 1960, 19. Mai, Andreas Kipar, Landschaftsarchitekt
- 1960, 28. Juni, Michael Kopzog, Boxer
- 1960, 1. Juli, Birgit Strecke, Bahnradsportlerin
- 1960, 13. Juli, Dirk Ansorge, katholischer Theologe

#### 1961–1970
- 1961, 3. Februar, Udo Dziersk, Künstler
- 1961, 7. August, Ulrich Schröder, Fußballspieler
- 1961, 21. August, Kay Scheffel, Bauchredner, Comedian und Showmaster
- 1961, 4. Oktober, Klaus Berge, Fußballspieler und Trainer
- 1961, 25. Dezember, Jürgen Müller, Kunsthistoriker und Hochschullehrer
- 1962, Andreas Exner, Künstler
- 1962, 8. Februar, Martin Wuttke, Schauspieler
- 1962, 9. Februar, Andreas Tietze, Politiker (Bündnis 90/Die Grünen), MdL
- 1962, 15. April, Ina Spanier-Oppermann, Politikerin (SPD), MdL
- 1962, 6. Juli, Michael Pfeiffer, parteiloser Politiker
- 1962, 1. Dezember, Christoph Körner, Basketball-Nationalspieler
- 1963, Markus Tollmann, Maler, Zeichner und Galerist
- 1963, 19. Februar, Tom Angelripper (Thomas Such), Bassist und Sänger der Thrash-Metal-Band Sodom
- 1963, 20. Februar, Oliver Mark, Fotograf
- 1963, 15. Mai, Klaus Gestwa, Historiker
- 1964, 1. Januar, Markus Töns, Politiker (SPD), MdL/MdB
- 1964, 20. Januar, Andreas Schümchen, Medienwissenschaftler und Hochschullehrer
- 1964, 4. März, Detlef Krella, Fußballspieler
- 1964, 29. April, Norbert Nieroba, Boxer
- 1964, 27. Mai, Volker Abramczik, Fußballspieler
- 1964, 17. Dezember, Peter Trawny, Philosoph
- 1965, 4. August, Michael Skibbe, Fußballspieler und Trainer
- 1965, Gregor Hagedorn, Botaniker
- 1966, Jörg Lesczenski, Historiker
- 1966, 16. Januar, Rainer Johannes Homburg, Organist, Chorleiter, Dirigent und Komponist
- 1966, 1. Mai, Olaf Thon, Fußballspieler
- 1966, 5. Juni, Daniel Spanke, Kunsthistoriker und Museumsleiter
- 1966, 28. September, Christoph Ohly, Priester und Kirchenrechtler
- 1967, Gereon Alter, Priester, ehemaliger Sprecher bei Das Wort zum Sonntag
- 1967, Antje Höning, Wirtschaftsjournalistin
- 1967, Anne Schwanewilms, Opernsängerin (Sopran)
- 1967, 15. Januar, Frank Eckardt, Stadtforscher
- 1967, 21. Januar, Hans Gerzlich, Kabarettist und Comedian
- 1967, 11. Juni, Oliver Ortmann, Poolbillardspieler
- 1967, 12. September, Claudio Raneri, Opernregisseur und Theaterwissenschaftler
- 1967, 21. Oktober, Torsten Kerl, Opernsänger und Oboist
- 1968,  4. Januar, Siegmar Bieber, Fußballspieler
- 1968, 16. April, Rüdiger Stenzel, Leichtathlet und Olympiateilnehmer
- 1968, 2. August, Volker Bauchersachs, Brigadegeneral des Heeres der Bundeswehr
- 1968, 20. November, Dirk Lukrafka, Politiker (CDU)
- 1969, Markus Hoffmann, Schauspieler, Moderator und Sprecher
- 1969, 15. Januar, Jörg Sobiech, Fußballspieler
- 1969, 4. August, Stefan Pfänder, Romanist
- 1969, 25. Juli, Carsten Wolters, Fußballspieler und Trainer
- 1970, 28. Januar, Guido Reil, Politiker (AfD)
- 1970, 20. Februar, Markus Kauczinski, Fußballtrainer

#### 1971–1980
- 1971, 12. Februar, André Pawlak, Fußballspieler und Trainer
- 1971, 15. April, Dorothee Mields, Sopranistin, Barockmusikerin
- 1971, 15. November, Ulrich Paetzel, Politiker (SPD), Bürgermeister von Herten (2004–2016)
- 1971, 18. November, Ursula Sehrbrock, Basketballspielerin
- 1972, Immo Karaman, Theaterregisseur
- 1972, Daniela Oeynhausen, Politikerin (AfD)
- 1973, Rasmus Baumann, Musiker und Chef-Dirigent am Musiktheater im Revier
- 1973, 1. Februar, Daniel Zerbin, Kriminalwissenschaftler und Politiker (AfD)
- 1973, 14. Juni, Björn Freitag, Koch in Dorsten, Fernsehkoch (WDR, VOX)
- 1973, 3. August, Ünal Alpuğan, Fußballspieler
- 1973, 12. Dezember, Markus Schwiderowski, Fußballspieler
- 1974, Turgay Doğan, Filmschauspieler
- 1974, Annette Pullen, Theaterregisseurin
- 1974, 3. Oktober, Carsten Brosda, Politiker (SPD), Hamburger Kultursenator
- 1975, Knut Berger, Schauspieler
- 1975, 13. Januar, Tom Gaebel, Jazz-Musiker und Big-Band-Leiter
- 1975, 4. August, Marlene Victoria Tackenberg, Sängerin „Jazzy“ der Popgruppe Tic Tac Toe
- 1975, 28. November, Mike Möllensiep, † 14. Mai 2019 in Gelsenkirchen, Fußballspieler
- 1976, Kai Twilfer, Kaufmann und Buchautor
- 1976, 1. April, Jennifer Schreiner, Schriftstellerin
- 1976, 14. August, Thomas Kläsener, Fußballspieler
- 1976, 15. Oktober, Colin Gäbel, Moderator, Redakteur und Musiker
- 1976, 22. Oktober, Filip Tapalović, Fußballspieler
- 1977, 10. März, Stefan Blank, Fußballspieler und Trainer
- 1977, 1. August, Marco Buschmann, Politiker (FDP), MdB
- 1977, 3. November, Michael Dahlmann, früherer Fußballfunktionär
- 1978, 25. Januar, Ahmet Dursun, Fußballspieler
- 1978, 7. Juni, Sonja Schünemann, Journalistin
- 1979, 5. März, Sarah Latton, Profitänzerin und deutsche Meisterin in der Sparte „Lateinamerikanische Tänze“
- 1979, 25. August, Philipp Mißfelder, † 13. Juli 2015, Politiker (CDU), MdB
- 1980, Julia Bönisch, Journalistin
- 1980, 10. Oktober, Toni Tapalović, Fußballspieler und Torwarttrainer

#### 1981–1990
- 1981, 2. Mai, Rebecca Madita Hundt, Schauspielerin und Sprecherin
- 1981, 29. Oktober, Dominic Claus Schneider, Kommunalpolitiker und Bezirksbürgermeister Gelsenkirchen-Nord (SPD)
- 1982, 26. Mai, Pillath, Rapper
- 1982, 8. Dezember, Hamit und Halil Altıntop, Fußballspieler
- 1982, 12. Dezember, Milva Stark, deutsch-schweizerische Schauspielerin
- 1983, 25. März, Benjamin Wingerter, Fußballspieler
- 1983, 16. Mai, Jennifer Jasberg, Politikerin (Bündnis 90/Die Grünen), MdHB
- 1983, 8. Juli, Volkan Ünlü, Fußballspieler
- 1983, 13. August, Daniel und Dennis Schellhase, E-Sportler
- 1983, 10. November, Ovid Hajou, Fußballspieler und -trainer
- 1984, 24. Mai, Bastian Bielendorfer, Autor und Komiker
- 1984, 1. August, Dennis Henschel, Sänger und Musicaldarsteller
- 1984, 11. Oktober, Sebastian Ernst, Leichtathlet
- 1984, 11. Oktober, Oliver Tesch, Handballspieler
- 1985, Marie Bonnet, Schauspielerin und Hörspielsprecherin
- 1985, 1. Juli, Michael Delura, Fußballspieler
- 1986, Ayça Miraç, Jazzmusikerin
- 1986, 27. März, Manuel Neuer, Fußballtorwart
- 1986, 20. Juni, Lary, Sängerin
- 1986, 18. Juli, Weekend, Rapper
- 1987, 9. Mai, Terry Reintke, Politikerin (Bündnis 90/Die Grünen), MdEP
- 1988, 14. Mai, Sabrina Dörpinghaus, Fußballspielerin
- 1988, 2. Juni, Massimo Schena, Rapper
- 1988, 15. Oktober, Mesut Özil, Fußballspieler
- 1989, 7. September, Timur Karagülmez, Fußballspieler
- 1989, 7. Dezember, Danny Latza, Fußballspieler
- 1990, 27. April, Güngör Kaya, Fußballspieler
- 1990, 8. August, Dominik Ernst, Fußballspieler
- 1990, 24. Oktober, İlkay Gündoğan, Fußballspieler

#### 1991–2000
- 1991, 3. August, Kevin Krieger, Politiker (Republikaner)
- 1992, 17. Mai, Dustin Strahlmeier, Eishockeytorwart
- 1993, Enis Maci, Dramatikerin
- 1993, 29. September, Ridvan Balci, Fußballspieler
- 1994, 25. April, Marcel Sobottka, Fußballspieler
- 1994, 14. September, Connor Krempicki, Fußballspieler
- 1994, 10. November, Kaan Ayhan, Fußballspieler
- 1995, 6. Januar, Oliver Steurer, Fußballspieler
- 1995, 3. März, Cihan Yıldız, Fußballspieler
- 1995, 6. Dezember, Joy Gruttmann, Sängerin
- 1996, 11. November, Nicklas Kappe, Politiker (CDU), Mitglied des Bundestages
- 1998, 11. April, Görkem Sağlam, Fußballspieler
- 2000, 1. März, Ahmed Kutucu, Fußballspieler
- 2000, 4. Mai, Görkem Can, Fußballspieler

#### 2000–2010
- 2004, 24. Januar, Romeo Vermant, belgischer Fußballspieler

## Persönlichkeiten, die vor Ort wirken oder gewirkt haben
d. h. Personen, die in Gelsenkirchen leben oder gelebt haben und zugleich dort ihre Wirkungsstätte haben, ohne dort geboren zu sein:
- Rütger von der Horst (1519–1582), kurkölnischer Marschall und Statthalter für das Vest Recklinghausen
- Johann Wilhelm von Nesselrode († 1693), Burgherr auf Lüttinghof und Kapitular in Münster (Westfalen)
- Johann Hermann Franz Reichsgraf von Nesselrode, Generalfeldmarschall, Herr auf Schloss Grimberg
- Friedrich Küppersbusch (1832–1907), Gründer der Herdfabrik F. Küppersbusch & Söhne
- Wilhelm Munscheid (1839–1913), Industrieller in Gelsenkirchen, Gemeinderat in Kray
- Friedrich Vohwinkel (1840–1900), Holzgroßhändler und Unternehmer, Mitbegründer der Rheinbahn
- August Broda (1867–1932), Baptistenpastor
- Josef Franke (1876–1944), Architekt
- Walter Klocke (1887–1965), Künstler, Gestalter von Kirchenfenstern
- Paul Bukowski (1898–1944), Mitglied der Widerstandsgruppe um Franz Zielasko
- Heinrich König (1900–1942), Vikar an St. Augustinus seit 1935, NS-Opfer im KZ Dachau
- Josef Arens (1901–1979), Maler und Grafiker, Mitbegründer der Gelsenkirchener Künstlersiedlung Halfmannshof
- Bernd Lasch (1901–1979), Kunsthistoriker, war von 1950 bis 1966 erster Museumsdirektor in Gelsenkirchen und hat die heutige Kunstsammlung der Stadt aufgebaut
- Friedrich G. Einhoff (1901–1988), Maler und Grafiker
- Ernst Käsemann (1906–1998), evangelischer Theologe und Professor für Neues Testament, Pfarrer in Gelsenkirchen-Rotthausen 1933–46
- Andreas Schillack (1907–1944), Bergmann und als Unterstützer der Gruppe um Franz Zielasko von den Nazis in München-Stadelheim hingerichtet
- Günther Reul (1910–1985), Künstler
- Josef Büscher (1918–1983), Schriftsteller
- Werner Thiel (1927–2003), Künstler
- Hugo Ernst Käufer (1927–2014), Bibliothekar und Schriftsteller
- Alfred Schmidt (1930–1997), Designer und Künstler
- Karl-Heinz „Charly“ Neumann (1931–2008), ab 1950 Mannschaftsbetreuer des FC Schalke 04
- Franz Joseph van der Grinten (1933–2020), Kunsthistoriker, Kunstsammler, Künstler, wirkte 1965–71 als Lehrer für Kunst am Grillo-Gymnasium
- Lutz Heidemann (* 1938), Architekt, Stadtplaner, Stadthistoriker
- Sebastian Bakare (* 1940), simbabwischer anglikanischer Bischof, in den 1970er Jahren Pfarrer in der evangelischen Kirchengemeinde Schalke
- Rudi Assauer (1944–2019), Fußballspieler und Manager
- Wolf Stegemann (* 1944), Journalist, Buchautor und Lyriker
- Johannes Stüttgen (* 1945), wirkte als Kunstlehrer am Grillo-Gymnasium, gründete die FIU in Gelsenkirchen
- Joachim Poß MdB (* 1948), vertrat als direkt gewählter Abgeordneter Gelsenkirchen von 1980 bis 2017 im Deutschen Bundestag
- Wolfgang Meckelburg (* 1948), Politiker
- Joachim Schumacher (* 1950), Fotograf und Chronist der Ruhrgebietslandschaft
- Michael Klaus (1952–2008), Schriftsteller, P.E.N.-Mitglied
- Norbert Pohlmann (* 1960), Professor für Informatik an der Fachhochschule Gelsenkirchen
- HG. Butzko (* 1965), Kabarettist und Autor
- Regine Hermann (* 1965), Opernsängerin
- Oliver Wittke (* 1966), Politiker, Oberbürgermeister der Stadt Gelsenkirchen
- Christian Keßler (* 1968), Filmkritiker und Schriftsteller